# Myrtoiska havet

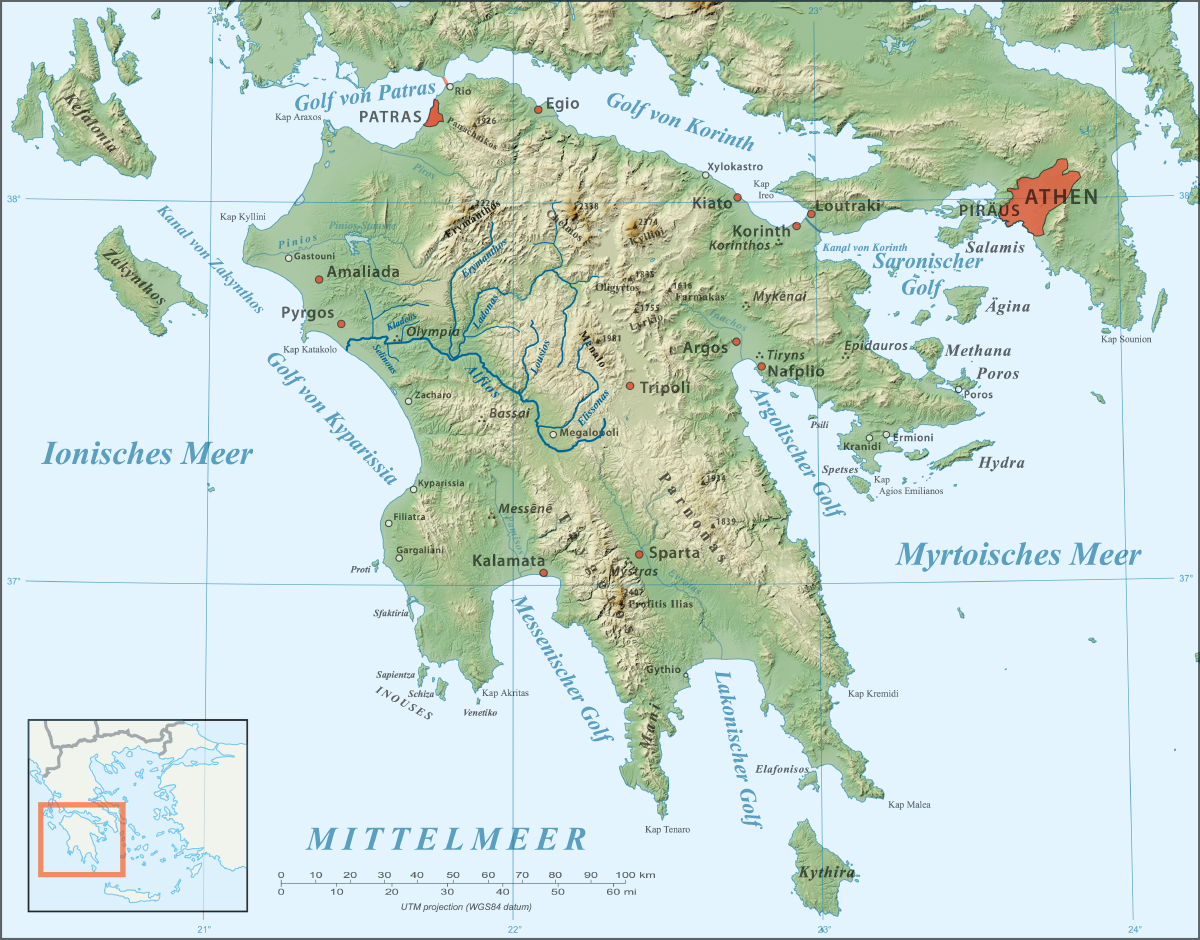
Myrtoiska havet utmärkt på en tysk karta över Peloponnesos.

Myrtoiska havet eller Mirtossjön (grekiska: Mυρτώο Πέλαγος, Myrtóo pélagos; latin: Mare Myrtoum) är den sydvästra delen av Egeiska havet, mellan Kykladerna och Peloponnesos. Det är uppkallat antingen efter ön Myrtos söder om Euboia eller efter Myrtilos, som kastades i detta hav av en rasande Pelops.